# Bahamasair
Bahamasair Holdings Limited è una compagnia aerea con sede a Nassau. È la compagnia di bandiera delle Bahamas e opera servizi di linea verso più di 30 destinazioni nazionali e regionali nei Caraibi e negli Stati Uniti dalla sua base presso l'aeroporto Internazionale Lynden Pindling (NAS).

## Storia

### I primi anni
Bahamasair venne fondata dal governo delle Bahamas e iniziò le operazioni il 17 giugno 1973, acquisendo le rotte di Flamingo Airlines e le operazioni e le rotte di Out Island Airways. Il primo volo venne operato verso Andros Island e il secondo per Freeport, Grand Bahama. Il governo delle Bahamas aveva in precedenza acquisito il 51% di OIA e ne era diventato l'azionista di maggioranza e il proprietario parziale, quindi aveva deciso di ribattezzare la compagnia aerea Bahamasair. Gli altri proprietari erano Edward Albury, Gil Hensler e Sherlock Hackley che detenevano il 49%. Dopo alcuni anni, il governo aveva acquisì le azioni di Gil Hensler e Sherlock Hackley. L'unico proprietario delle Bahamas di OIA che manteneva ancora alcune azioni era Edward Albury.
Bahamasair incontrò inizialmente difficoltà operative, tra cui scarsa manutenzione delle strutture, pessime condizioni economiche e struttura aziendale carente. Di conseguenza, questi fattori portarono la sfiducia del pubblico. Tuttavia, la flotta cominciò a a essere rinnovata con l'arrivo dei BAC One-Eleven, tra cui il modello allungato (serie 500), seguito da un nuovissimo Boeing 737-200, e nel 1973 Bahamasair inaugurò il suo primo servizio negli Stati Uniti, da Nassau a Tampa, in Florida.
Sempre nel 1973, la visione del governo secondo la quale diverse compagnie aeree avrebbero prima o poi interrotto i servizi per Nassau divenne realtà, quando il vettore statunitense Pan American World Airways e altre compagnie decisero di interrompere le operazioni per le Bahamas. Ciò consentì a Bahamasair di acquisire una parte sostanziale del mercato del trasporto aereo da e per la regione.
Per il resto degli anni '70, Bahamasair continuò ad aggiungere voli ad altre città della Florida e, a livello nazionale, anche la presenza della compagnia aerea crebbe rapidamente. Secondo la Official Airline Guide (OAG) del 1º febbraio 1976, i voli tra le isole erano operati con i Fairchild Hiller FH-227 e i de Havilland Canada DHC-6 Twin Otter, insieme ai Douglas DC-3. Lo stesso OAG elencava anche quattro voli giornalieri di andata e ritorno tra Nassau e Freeport operati da due BAC One-Eleven.

### Anni '80

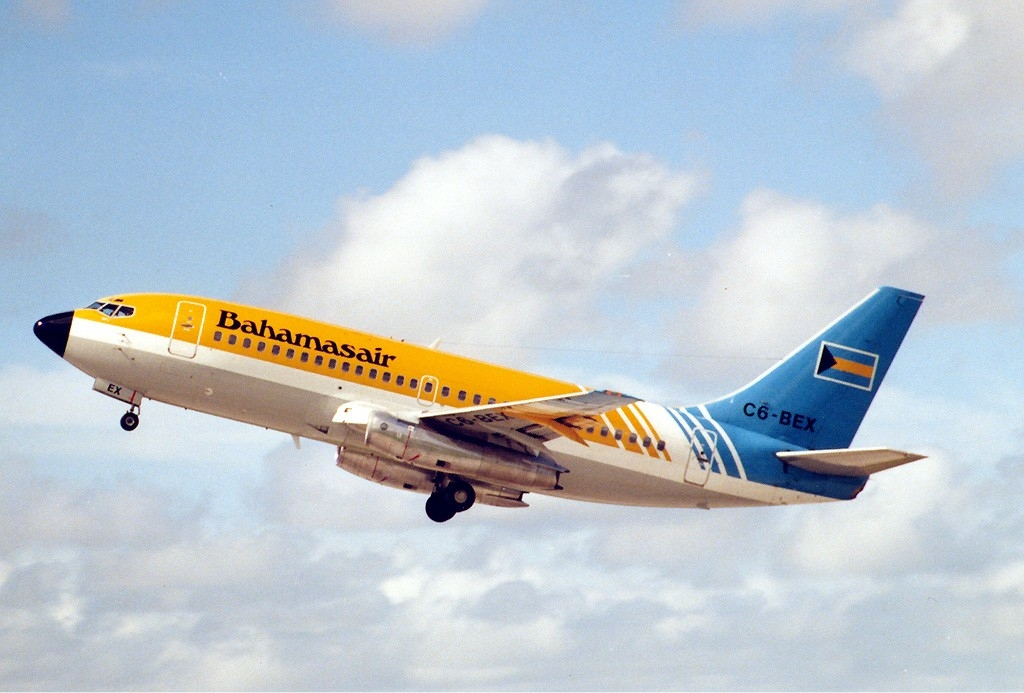
Un Boeing 737-200 in decollo da Miami nel 1989.

Durante i primi anni ottanta, Bahamasair tentò senza successo di espandersi negli Stati Uniti nord-orientali, aprendo voli per Filadelfia, Washington DC e Newark. Ma nel 1989, i direttori della compagnia aerea decisero che quelle rotte non erano redditizie e le eliminarono dalla rete. Sempre nel 1989, il primo di due Boeing 727-200 entrò a far parte della flotta. Quello fu anche l'anno in cui furono introdotte una nuova livrea e le uniformi ufficiali. I Boeing 727, tuttavia, non poterono essere tenuti in servizio a lungo a causa di favori e interferenze politiche, causando così la perdita di ingenti somme di denaro alla fine degli anni ottanta e all'inizio degli anni novanta.

### Anni '90
Nel 1991 vennero acquistati alcuni de Havilland Canada Dash 8 per sostituire l'intera flotta di jet, e i Boeing 737-200 furono messi fuori servizio. Secondo l'Official Airline Guide (OAG) del 15 settembre 1994, la maggior parte dei voli veniva operata con i Dash 8 sebbene nella flotta fossero presenti anche alcuni Short 360 e Cessna 402. I Dash 8 operavano tutti i servizi di linea tra le Bahamas e la Florida in quel momento secondo l'OAG. Nel 1997, i Boeing 737 tornarono in servizio perché i Dash 8 non bastavano più data la crescente domanda. I 737-200 venivano utilizzati verso Fort Lauderdale, Miami e Orlando, nonché sulla rotta domestica Nassau-Freeport.

### Sviluppi dal 2000

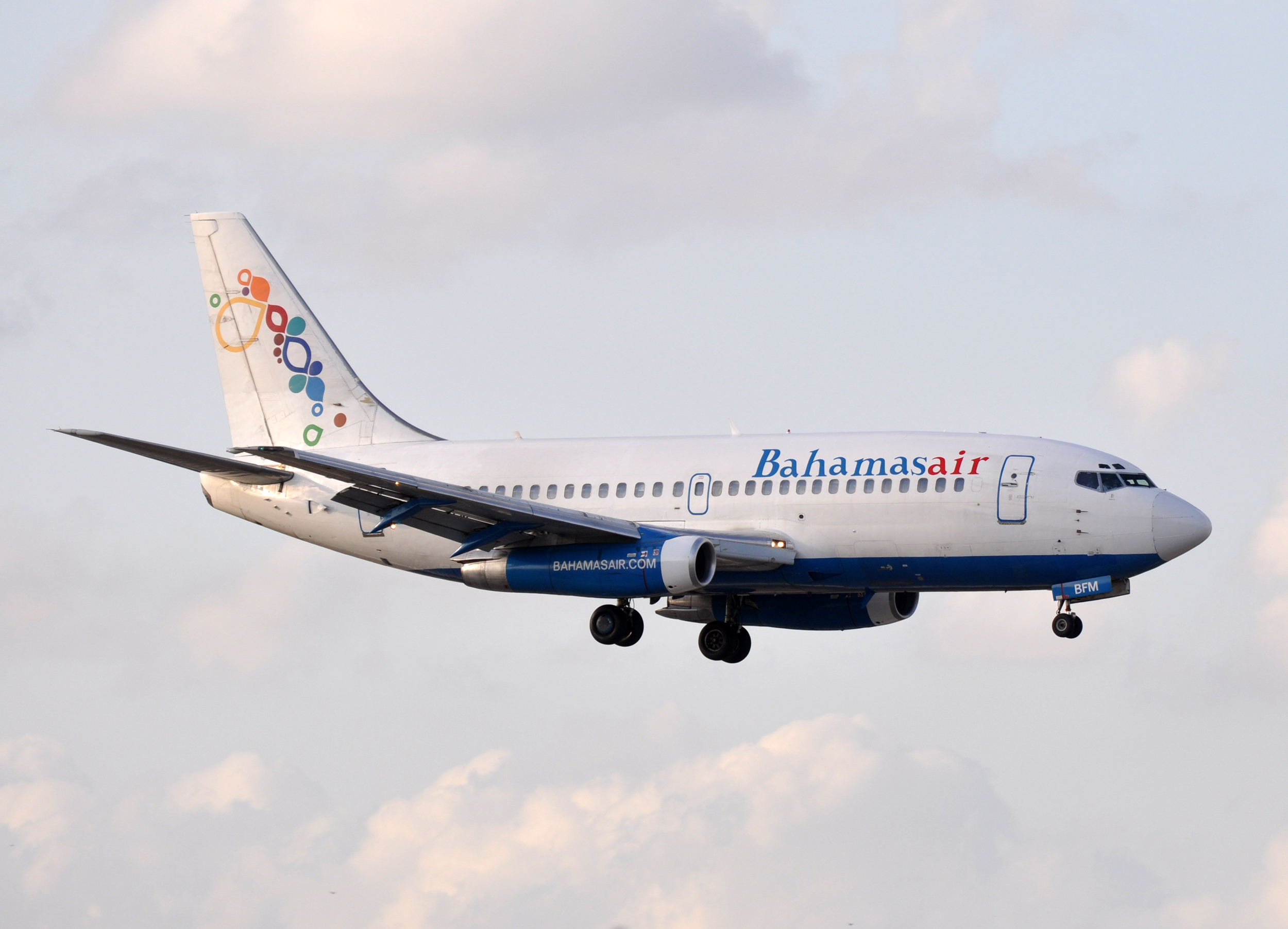
Un Boeing 737-200 visto poco prima del loro ritiro dalla flotta.

Nel novembre 2011, il governo ha discusso i piani per sostituire i Boeing 737-200 della Bahamasair con aerei più efficienti in termini di consumo di carburante ed economici. In qualità di sostituiti sono stati scelti alcuni Boeing 737-500 di seconda mano. Nel 2012, Bahamasair ha confermato che avrebbe preso in consegna due Boeing 737-500 con un layout di classe all-economy da 120 passeggeri. Il primo aeromobile è stato consegnato il 30 marzo 2012 ed è stato messo in servizio nell'aprile 2012. Il secondo 737-500 è stato consegnato il 21 giugno 2012. Bahamasair ha ritirato i suoi ultimi due Boeing 737-200 nel settembre 2012 e ha ricevuto un terzo Boeing 737-500 nel marzo 2014.

## Destinazioni
Al 2021, Bahamasair opera voli tra Bahamas, Cuba, Haiti, Stati Uniti d'America e Turks e Caicos.

## Flotta

### Flotta attuale

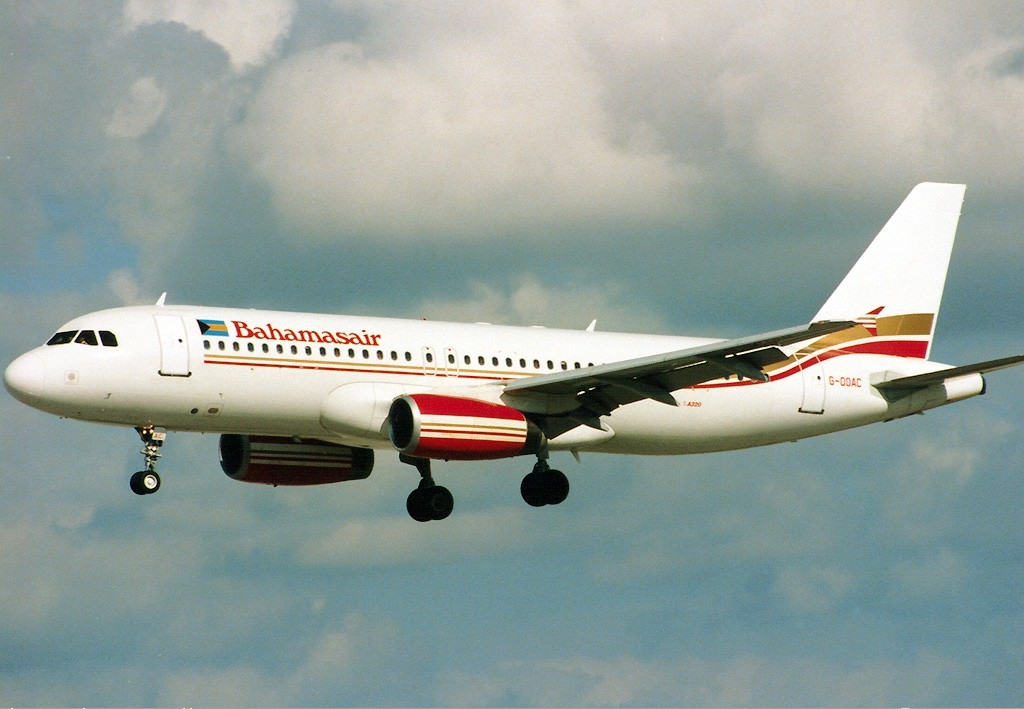
L'unico Airbus A320 mai operato dalla compagnia, visto qui nel 1993.

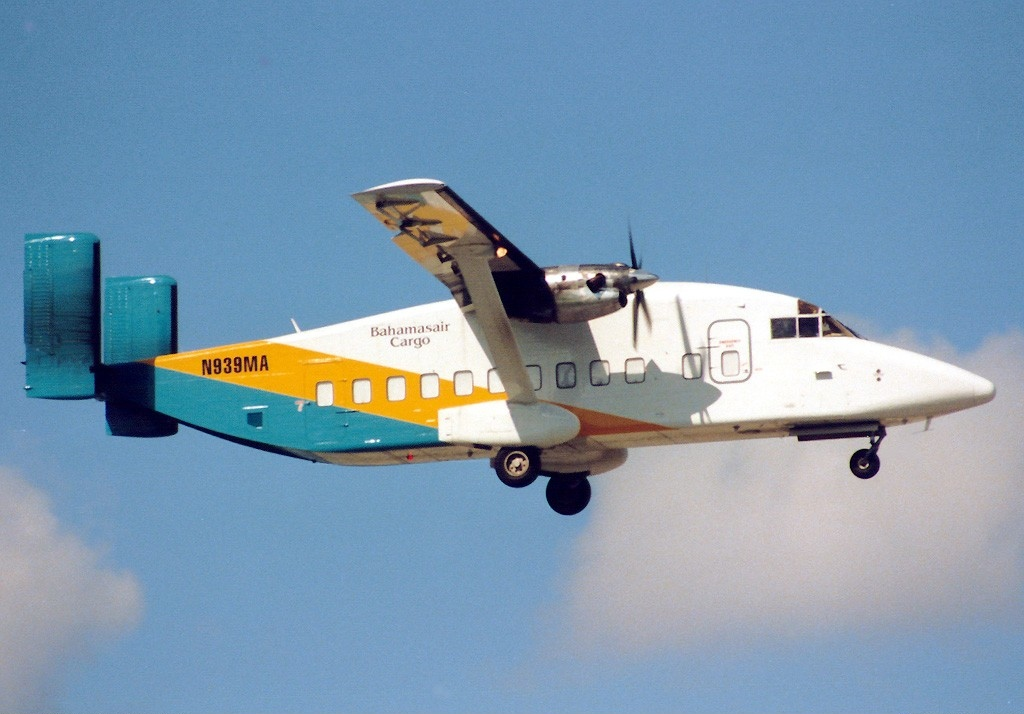
L'unico ex Short 330.

A giugno 2023 la flotta di Bahamasair è così composta:

### Flotta storica
Bahamasair operava in precedenza con i seguenti aeromobili:
- Aero Commander 500
- Airbus A320-200
- BAC One-Eleven
- Boeing 727-200
- Boeing 737-200
- Boeing 737-300
- Boeing 737-400
- Boeing 737-500
- Bombardier Dash 8 Q300
- Cessna 402C
- De Havilland Canada DHC-6 Twin Otter
- Fairchild Hiller FH-227
- Hawker Siddeley HS 748
- Short 330
- Short 360